# Lee Min-ho (ator nascido em 1993)
Lee Tae-ri (hangul: 이민호; nascido em 28 de junho de 1993) é um ator sul-coreano. É mais conhecido por seu papel como o jovem Yang Myung em Moon Embracing the Sun e Song Mang-boo em Rooftop Prince.

## Carreira
Tae-ri começou sua carreira como um ator infantil. Ele estreou com a idade de cinco ao desempenhar o papel de Jung-bae em 1998 na comédia diária da SBS Soonpoong Clinic, o show durou 2 anos. Em 2005, ele estrelou ao lado de Yoo Seung-ho Magic Warriors Mir & Gaon da KBS que lhes deu acesso a popularidade entre os alunos do ensino fundamental e seus pares.
Em 2010, ele foi escalado para o filme Ghost, ele desempenhou o papel de Park Chul-Min um estudante do ensino médio, que pode ver o fantasma de uma bela menina chamada Seo-Hee (Choi Hye-kyung), mas finge não vê-la. No mesmo ano, entrou pro elenco de Grudge: The Revolt of Gumiho junto com Kim Yoo-jung, no drama eles interpretaram dois jovens apaixonados um pelo outro. Após Gumiho, ele teve uma breve aparição em Sungkyunkwan Scandal como o ladrão Bok-soo.
Em 2012, Lee Tae-ri desempenhou o papel de jovem Yang Myung, o amor não correspondido da personagem de Kim Yoo-jung em Moon Embracing the Sun. Lee, que ganhou popularidade com sua interpretação hábil do jovem Yang Myung na série da MBC, foi escalado como filho rebelde de Song Kang-ho no filme Howling. Ele apareceu no vídeo musical da canção de estreia do 2BIC I Made Another Girl Cry.

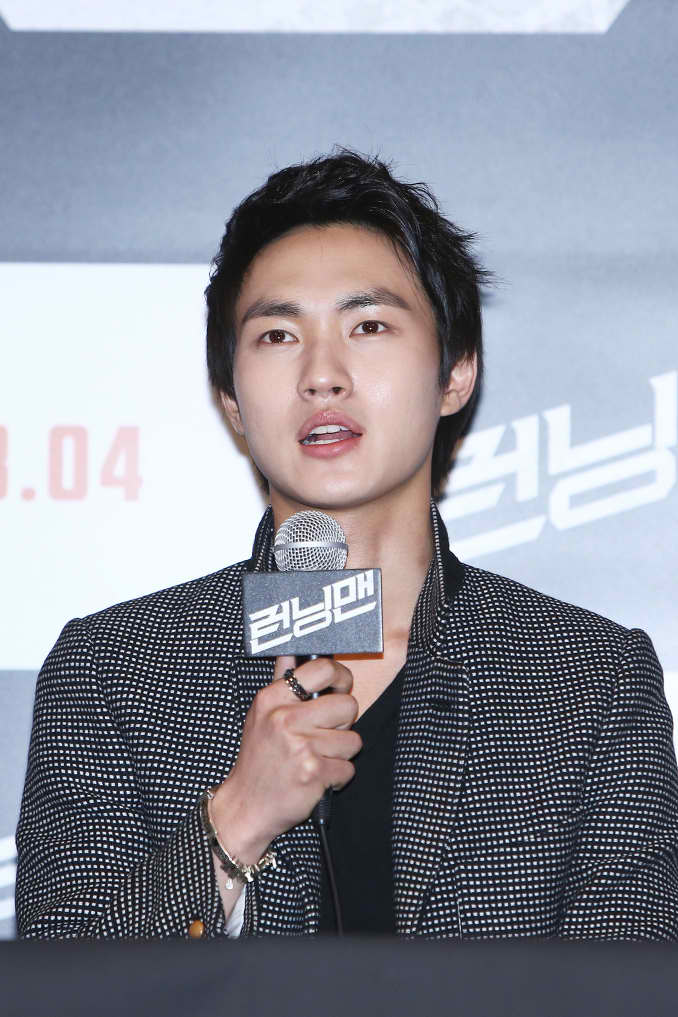
Lee em 2013

Depois de construir o seu perfil como uma das estrelas infantis da nação da Coreia, ele passou a ter sucesso em um papel adulto através de Rooftop Prince, onde interpretou Song Mang-boo. Depois de sua temporada em Rooftop Prince, ele foi escalado como Gi-hyuk, filho do personagem de Shin Ha-Kyun no filme Running Man, que é o primeiro filme produzido pelo Hollywood Major Studio 20th Century Fox Korea.
Lee Tae-ri teve seu primeiro papel principal romântico no filme School of Youths com Bae Seul-ki.

## Vida pessoal
Lee Tae-ri nasceu em Namyangju, Coreia do Sul em 28 de junho de 1993. Sua família é composta por pai, mãe e uma irmã mais velha. Ele terminou sua escola em Paikyang High School e atualmente cursa teatro no Instituto de Artes da Universidade de Chung-Ang.
Ele tornou-se um ator não porque quis, mas porque era o sonho de seu pai, mas não poderia realiza-lo. Houve momentos em que ele se rebelou contra seus pais, porque ele pensou que eles estavam forçando-o a fazer algo contra sua vontade. Lee Tae-ri foi o capitão do seu time de futebol de volta no ensino médio. Ele foi premiado com o melhor marcador em 2008 Seoul FC Junior Championship Cup marcando 10 gols em um jogo. FC Seoul Lee Chung-Yong disse que foi o melhor jogador na Copa e foi considerado como prodígio do futebol. Ele adorava futebol até o ponto onde ele queria se tornar um jogador de futebol profissional, mas, eventualmente, ao entrar na escola ele começou a apreciar a atuação.
Lee Tae-ri  considerou o uso de um nome artístico, porque muitos o confundiam com o ator de City Hunter, Lee Tae-ri mas seus pais desaprovaram a ideia e disseram que em vez de mudar seu nome, ele deve trabalhar mais para ser reconhecido.
Ele também citou os atores Song Kang-ho e Kim Yoon-seok como seus modelos.

## Filmografia

### Séries
| Ano  | Título                                      | Papel                                              | Notas                                   |
| ---- | ------------------------------------------- | -------------------------------------------------- | --------------------------------------- |
| 1998 | Soonpoong Clinic                            | Jung-bae                                           | Estreia como ator mirim                 |
| 1998 | Legend of Ambition                          | Ha Seung-jun                                       |                                         |
| 1998 | The Great King's Road                       | Eun Jeon-goon                                      |                                         |
| 1998 | Sunflower                                   | Park Sun-deok son                                  |                                         |
| 1999 | Woman on Top                                |                                                    |                                         |
| 2001 | Empress Myeongseong                         | Sun-jong (jovem)                                   |                                         |
| 2002 | Jang Hee-bin                                | Prince Yeon-ing (Yeong-jo)                         |                                         |
| 2002 | People in the Zoo                           | Jung Min-ho                                        |                                         |
| 2004 | Jang Gil San                                | Jung Do-ryeong                                     |                                         |
| 2005 | Magic Warriors Mir & Gaon                   | Gaon                                               |                                         |
| 2006 | Love and Ambition                           | Sang-woo                                           |                                         |
| 2006 | Exhibition of Fireworks                     | Bong-chang                                         |                                         |
| 2006 | High Kick!                                  | Soon-jae (jovem)                                   |                                         |
| 2007 | Gangnam Mom                                 | Do Joon-yong                                       |                                         |
| 2008 | Lee Su Il, Shim Sun Ae Deacon and Deaconess | Ye-jun                                             |                                         |
| 2009 | My Dad Loves Trouble                        | Jin-soo                                            | Drama special em 4 episódios            |
| 2010 | Grudge: The Revolt of Gumiho                | Jo Jung-kyu                                        |                                         |
| 2010 | Sungkyunkwan Scandal                        | Bok-soo                                            | Participação especial; episódios; 10-11 |
| 2010 | Stormy Lovers                               | Lee Hyung-woo                                      |                                         |
| 2011 | The Thorn Birds                             | young Lee Young-jo                                 |                                         |
| 2011 | Gyebaek                                     | Moo-geun (adolescente)                             |                                         |
| 2011 | A Thousand Kisses                           | Moon Gi-joon                                       | Participação especial; episódio: 22     |
| 2011 | TV Cultural Center - Eom Ji's               | Suk-ho                                             | Drama de um episódio                    |
| 2012 | Moon Embracing the Sun                      | Príncipe Yang-myung (jovem)                        |                                         |
| 2012 | Rooftop Prince                              | Song Man-bo                                        |                                         |
| 2012 | The Great Seer                              | King Woo                                           |                                         |
| 2013 | The Blade and Petal                         | Príncipe herdeiro Hwangwon                         |                                         |
| 2013 | The Prime Minister and I                    | Park Hee-chul                                      |                                         |
| 2014 | Teleport Lover                              | Han Dong-hyeok                                     | Web-série em 4 episódios                |
| 2015 | Splendid Politics                           | Bongrim/ Rei Hyojong                               |                                         |
| 2019 | Extraordinary You                           | Jinmichae ( Segredo ) / Geum Jin-mi ( Neungsohwa ) |                                         |

### Filmes
| Ano  | Título                    | Papel             | Notas                       |
| ---- | ------------------------- | ----------------- | --------------------------- |
| 2001 | Waikiki Brothers          | In-ki (jovem)     |                             |
| 2002 | Show Show Show            | Eun-ryong         |                             |
| 2007 | Le Grand Chef             | Sung-chan (jovem) |                             |
| 2009 | Actually, I am a Superman | Garoto            | Curta-metragem independente |
| 2010 | Be With Me/Ghost          | Park Chul-min     |                             |
| 2012 | Howling                   | Sang-gil's son    |                             |
| 2013 | Running Man               | Cha Gi-hyuk       |                             |
| 2014 | School of Youth           | Mok Won           | Primeiro Protagonista       |
| 2016 | Time Renegades            | Kang Seung-beom   |                             |
| 2016 | The Bittersweet           | Xiao Ma           | Protagonista                |
| 2016 | F Team                    | Dong Feng         | Protagonista                |

### Aparições em vídeos musicais
| Ano  | Canção                  | Artista |
| ---- | ----------------------- | ------- |
| 2012 | I Made Another Girl Cry | 2BiC    |

### Shows de variedade
| Ano  | Título                 | Notas                                                   |
| ---- | ---------------------- | ------------------------------------------------------- |
| 2010 | Taxi                   | Convidado junto com Kim Yoo-jung                        |
| 2012 | Strong Heart           | Convidado junto com Siwan no episódio 115               |
| 2012 | Come to Play           | Convidado, juntamente com outros atores mirins          |
| 2012 | Real Mate in Australia | Convidaado, juntamente com Jung Suk-won e Choi Woo-shik |
| 2012 | Radio Star             | Convidados, juntamente com co-estrelas de La Cage       |
| 2013 | Small Town Rivals      |                                                         |

## Teatro musical
| Ano  | Título                                 | Papel       |
| ---- | -------------------------------------- | ----------- |
| 2005 | Magic Warriors Mir & Gaon: The Musical | Gaon        |
| 2006 | Children Alchemist                     | Santiago    |
| 2012 | La Cage Aux Folles                     | Jean-Michel |

## Outras Atividades

### Publicidade
| Ano  | Produto                 | Notas       |
| ---- | ----------------------- | ----------- |
| 1999 | Lotte Samkang           |             |
| 1999 | Samseongdang            |             |
| 1999 | Nongshim Noodle         |             |
| 1999 | Shany Pokémon Bread     |             |
| 2006 | LG Electronics Canvas X |             |
| 2012 | G Shop Star Market      | Loja Online |
| 2012 | Samsung Galaxy Note     | com Eugene  |

### Contribuição Social
| Ano  | Título                                                                              | Notas             |
| ---- | ----------------------------------------------------------------------------------- | ----------------- |
| 2012 | Embaixador Honorário para a Juventude (Ministério da Família e Igualdade de Gênero) | com Kim Yoo-jung. |
| 2015 | Embaixador Honorário para a CAPA (Confederação de Contadores da Ásia e do Pacífico) | com Luna da f(x)  |
| 2015 | Estudante Embaixador para a Chung-Ang University                                    | com Jin Se-yeon   |

## Prêmios e Indicações
| Ano  | Prêmio           | Categoria         | Trabalho Indicado      | Resultado |
| ---- | ---------------- | ----------------- | ---------------------- | --------- |
| 2007 | SBS Drama Awards | Melhor Ator Jovem | Gangnam Mom            | Indicado  |
| 2012 | MBC Drama Awards | Melhor Ator Jovem | Moon Embracing the Sun | Indicado  |